# Јано (Ређо Емилија)
Јано је насеље у Италији у округу Ређо Емилија, региону Емилија-Ромања.
Према процени из 2011. у насељу је живело 498 становника. Насеље се налази на надморској висини од 108 м.